# Marc Trévidic
Pour les articles homonymes, voir Trévidic.
Marc Trévidic, né le 20 juillet 1965 à Bordeaux, est un magistrat et écrivain français.
Entre 2006 et 2015, il est juge d'instruction au pôle antiterroriste du tribunal de grande instance de Paris. Il exerce ensuite comme premier vice-président au tribunal de grande instance de Lille entre 2015 et 2018 puis président de chambre à la cour d'appel de Versailles depuis 2018.

## Biographie

### Famille
Marc Trévidic est né d'un père français breton et d'une mère espagnole basque, tous deux employés chez Renault,.

### Études
Après un DEA de droit privé à l'université Paris-Descartes, il intègre l'École nationale de la magistrature (ENM).

### Carrière
Il commence sa carrière en tant que juge d'instruction à Péronne (Somme) en 1990, à 25 ans.
En 1992, il devient substitut du procureur à Nantes en 1992.
En 1997, il travaille au parquet du tribunal de grande instance de Paris à la 8e section chargée des crimes et délits flagrants.
En 2000, il rejoint la section antiterroriste et prend en charge les dossiers liés au djihadisme. À ce poste, il met fin au réseau de Fateh Kamel.
En 2003, il est nommé juge d'instruction financier à Nanterre avant de passer dix mois à La Réunion.
En mai 2006 il est nommé juge d'instruction au pôle antiterrorisme au tribunal de grande instance de Paris, en remplacement de Jean-François Ricard,,.
Il a été confronté aux affaires suivantes :
- attentat de la rue des Rosiers[7] ;
- attentat de la rue Copernic ;
- attentat contre le président rwandais Juvénal Habyarimana[7],[8] ;
- attentat du 8 mai 2002 à Karachi[7] ;
- assassinat des moines de Tibhirine[7] ;
- filière d'Artigat (2007).

En septembre 2015, il quitte ce poste en application du statut de la magistrature qui limite à dix ans la durée de fonction dans certaines fonctions spécialisées, dont celle de l'instruction. Il dit alors publiquement craindre l'imminence d'un attentat majeur alors que son service est débordé par les nouveaux dossiers et qu'en août il interroge Reda Hame, qui lui confie la possibilité que l'organisation État islamique cible une salle de concert de rock, quelques mois avant l'attentat du Bataclan. Il critique également la réorganisation des renseignements généraux décidée en 2008,.
Il déplore n'avoir pu aller de ce fait au bout des affaires des moines de Tibhirine et de Karachi. Il est nommé, en avancement — poste hors-hiérarchie — et sur sa demande, premier vice-président au tribunal de grande instance de Lille ,.
Entre 2009 et mai 2012, il est également président de l’Association française des magistrats instructeurs. Il en est le vice-président au moins jusqu'en avril 2015.
En 2018, il est nommé président de chambre à la cour d'appel de Versailles.

### Prises de position
En avril 2015, il se déclare très inquiet des éventuels débordements qu'induirait le projet de loi relatif au renseignement, car il pourrait être « une arme redoutable si elle est mise entre de mauvaises mains ». Il fait part à la presse de son inquiétude, en notant : « Il y a une absence de contrôle totale dans cette loi »,,.
Le 14 décembre, il est élu « Grande Gueule de l'année » par Les Grandes Gueules sur RMC (radio Monte-Carlo), trophée décerné chaque année à une personnalité dont les propos ont marqué l'actualité de l'année.

## Publications

### Essais
- Au cœur de l'antiterrorisme, Paris, éditions JC Lattès, 2011, 403 p. (ISBN 978-2-7096-3569-1).
- Terroristes : les 7 Piliers de la déraison, Paris, éditions JC Lattès, 2013, 220 p. (ISBN 978-2-7096-4294-1).
- Qui a peur du petit méchant juge ?, Paris, éditions JC Lattès, 2014, 200 p. (ISBN 978-2-7096-4654-3).
- Le Roman du terrorisme : discours de la méthode terroriste, Paris, Flammarion, 2020, 256 p. (ISBN 978-2-0815-1300-6).

### Romans
- Ahlam, Paris, éditions JC Lattès, 2016, 319 p. (ISBN 978-2-7096-5048-9).
- Le Magasin jaune, Paris, éditions JC Lattès, 2018, 324 p. (ISBN 978-2-7096-5950-5).
- Huitième Section, Paris, éditions Gallimard, 2024.

### Article
- « Du terrorisme d’État à la « génération Jihad » », Revue française de criminologie et de droit pénal.

### Bandes dessinées
- Compte à rebours, scénario avec Matz, dessin et couleurs de Giuseppe Liotti, éditeur Rue de Sèvres :
  - tome I : Es-Shahid, 2018[17] ;
  - tome 2 : Le piège de verre, janvier 2019 ;
  - tome 3 : Opération Tora Bora, septembre 2019.
- Les Fiancées du Califat, 2021, scénario Matz, dessin et couleurs de Giuseppe Liotti, éditeur Rue de Sèvres

### Ressource radiophonique
- Caroline Broué, « Marc Trévidic, l’indépendance et la lumière » [audio], émission À voix nue (série de 5 entretiens de 29 min), France Culture, 8 janvier 2023.